# Skælskør Bymuseum
Skælskør Bymuseum er et kulturhistorisk museum, der udstiller om Skælskørs udvikling som handels- og søfartsby, og det er en del af Museum Vestsjælland. Museet er indrettet i den fredede Peder Reedtz' Gård, der stammer fra 1588. Udstillingen rummer bl.a. skibsmodeller, effekter, som sømænd har bragt hjem fra udlandet og udstyr til fiskeri.
Museet laver også undervisning for skoleklasser i Den gamle Latinskole ved siden af byens kirke. Bygningen stammer fra første halvdel af 1500-tallet.